# Црква Светог Николе у Средској (Драјчићи)
Црква Светог Николе у Средској, заселак Милачићи , насељеном месту на територији општине Призрен, на Косову и Метохији, представља непокретно културно добро као споменик културе од изузетног значаја.

## Архитектура цркве
Црква у засеоку Милачићи посвећена Светом Николи је једнобродна, полуобличасто засведена грађевина, која се по плиткој и полукружној апсиди разликује од осталих цркви из средачке скупине. Занимљиво је, такође, црква има каменом поплочан под, нижи у наосу, а подигнут у нивоу солее и олтарског простора. На јужној фасади је полукружна ниша са допојасном фреско представом арханђела. Описана прва градитељска фаза цркве датује се на основу живописа у последњу деценију 16. века. Првобитни изглед нарушен је уклањањем западног зида и значајним продужењем наоса тридесетих година 17. века. Обнова је, осим градитељских измена, подразумевала и поновно осликавање, тако да новији живопис покрива или замењује готово читав старији ансамбл.
О квалитету првобитних зидних слика може се данас судити тек на основу икона сачуваних на иконостасу у престоном низу и фризу који образује Деизисни чин, за које се претпоставља да су дело истог мајстора. Сигурног цртежа и племенитог колорита, ова дела указују на зрелог сликара који широким потезима дефинише форму остварујући монументалност, што недостаје осталим мајсторима који раде у истом подручју. Иконе су конзервиране 1960. и 1961. године.
- Југоисточни поглед
- Наос
- Припрата
- Живопис

## Основ за упис у регистар
Решење Завода за заштиту и научно проучавање споменика културе АКМО у Приштини, бр. 239 од 16. 4. 1958. г. Закон о заштити споменика културе и природних реткости (Сл. гласник НРС бр. 54/48).

## Иван Јастребов о овој цркви
Иван Јастребов је записао да се на иконама цркве у селу Милачићи налазе следећи натписи. На икони Спаситеља: + Помени Господи Раико фи поб вале з и (7050. - 1542. г.), на икони Богородице: + Помени Господи Степан Бонова, на икони Св. Јована: + Помени Господи раба тфоего Станиславе.